# Florian Fennes
Florian Fennes (* 12. Mai 1980 in Wien) ist ein österreichischer Jazzmusiker (Baritonsaxophon, auch weitere Saxophone, Klarinette, Komposition).

## Leben und Wirken
Fennes erhielt als Kind nach anfänglicher Verweigerung ersten Musikunterricht auf der Blockflöte. Mit neun Jahren wechselte er, nachdem er eine Bigband erlebt hatte, zur Klarinette. Nach der Matura begann er ein klassisches Klarinettenstudium an der Universität für Musik und darstellende Kunst Wien. Nach dem Wechsel zum Saxophon absolvierte er 2004 an derselben Universität den Studiengang Jazz und Instrumentalpädagogik bei Klaus Dickbauer.
Fennes ist seit der Gründung 2001 Mitglied im Saxophonquartett Phoen, mit dem er zwei Alben veröffentlichte. Mit der Cross-Over-Band No Head on My Shoulders hatte er 300 Auftritte und legte zwei CDs vor. Weiterhin ist er tätig im Black Page Orchestra, bei The Cotton Lickers und bei thefennek. Auch gehört er zur Bigband Novelle Cuisine. Er leitet die Pig Band Sieghartskirchen und ist auch auf Alben von Michael Mantler, Palindrome und Barbara Bruckmüller zu hören. Als Interpret Neuer Musik führte er Werke von Matthias Kranebitter und Margareta Ferek-Petric auf.
Daneben ist er seit 1997 als Musikpädagoge in Sieghartskirchen und seit 2008 als Theatermusiker, insbesondere am Volkstheater Wien, Burgtheater Wien und Landestheater Niederösterreich, tätig.

## Diskographische Hinweise
- Phoen: Extendend (Sessionwork Records 2017, mit Viola Falb, Arnold Zamarin, Christoph Pepe Auer,  Magdalena Hahnkamper, Raphael Meinhart, Christian Grobauer)
- Michael Mantler: The Jazz Composer's Orchestra Update (ECM Records 2014)
- Phoen: Verdreht (Sessionwork Records 2010, mit Viola Falb, Arnold Zamarin, Christoph Pepe Auer)